# مهرداد دهستانی
مهرداد دهستانی (زاده ۲۲ مهر ۱۳۷۶ در تهران) بازیکن تنیس روی میز و ملی‌پوش اهل ایران است.وی فعالیت خود را از ۲۰۰۵ شروع کرده‌است و موفقیت‌های زیادی داشته‌است. او در سال ۲۰۱۲ با ورود به تیم ملی نوجوانان به عرصه ملی راه پیدا کرد و در تمام رده‌های تیم ملی تنیس روی میز ایران تا زیر ۲۱ سال حضور داشته ‌است. دهستانی در سال ۲۰۲۰ در تیم باشگاه شهرداری کرج و لیگ برتر حضور دارد.

## اسپانسر
شرکت باترفلای ژاپن حامی این بازیکن میباشد.

## افتخارات
- نفر اول امیدهای ایران سال ۲۰۱۶[۶][۷]
- قهرمان جوانان ایران[۸]
- مقام سوم لیگ ایران[۹]
- مقام سوم بزرگسالان ایران[۱۰]
- مقام اول اسیا میانه[۱۱][۱۲]
- مقام دوم فجر کاپ ایران[۱۳]
- حضور در بازی های آسیایی سال ۲۰۱۲ و ۲۰۱۶[۱۲]